# Leinajaure
Leinajaure är en sjö i Troms fylke, norra Norge vid svenska gränsen. Sjön har en yta av 30,5 kvadratkilometer.
I äldre tid gick vintervägen från Barudalen i Norge till Jukkasjärvi socken över Leinajaure.